# Libera Folio
Libera Folio (en Esperanto: Hoja libre) es un boletín independiente, publicado en Internet sobre el movimiento esperantista, publicado desde el año 2003. Su objetivo es «criticar sobriamente la actual evolución del movimiento» esperantista. Fue fundado por István Ertl y Kalle Kniivilä, y es redactado por este último.

## Historia
La idea acerca de la fundación del boletín apareció en la primera semana de abril de 2003, tras una serie de crisis en la Asociación Universal de Esperanto (Universala Esperanto-Asocio), lo que hizo notar la falta de una fuente confiable sobre la actualidad del movimiento esperantista. El 11 de abril, Libera Folio apareció en Internet con tres artículos, entre ellos el artículo sobre la renuncia del secretario de congresos Nikola Rašić. El lanzamiento oficial fue el 12 de abril, cuando por medio de un comunicado el portal se presentó a sí mismo.
Desde entonces (con una breve interrupción en 2018-2019) el redactor jefe ha sido Kalle Kniivilä, finlandés radicado en Suecia, periodista profesional del periódico Sydsvenska Dagbladet.

## Críticas
Los artículos de Libera Folio no siempre son bien recibidos. Regularmente se les acusa de ser demasiados escandalosos, en especial teniendo en cuenta que su lema es "criticar sobriamente la actual evolución del movimiento". En el Congreso Universal de 2003 en Gotemburgo, solamente unos meses después de la fundación del boletín, un miembro de la junta directiva de UEA amenazó al redactor del boletín con nunca más responder preguntas para Libera Folio, debido a que el día anterior el boletín había publicado un artículo sobre algunos comentarios inoportunos del miembro en cuestión en una reunión pública.
También la organización Esperanta Civito ha expresado a menudo fuertes críticas, hasta el punto de declarar a Kalle Kniivilä como persona non grata para toda la organización.

## Estadísticas
En diciembre de 2006 la cantidad media de visitas al portal superó por primera vez las 3000 visitas. 
Según una entrevista con el responsable técnico aparecida en el propio portal, en el año 2015 tuvo 131.822 visitas. No se dispone de datos posteriores. 